# Heliura aurantiaca
Heliura aurantiaca är en fjärilsart som beskrevs av Hans Zerny 1931. Heliura aurantiaca ingår i släktet Heliura och familjen björnspinnare. Inga underarter finns listade i Catalogue of Life.